# Lanterne flottante
Pour les articles homonymes, voir Lanterne et Flotte (homonymie).
Une lanterne flottante est un lampion sur la surface de l'eau, utilisée depuis l'Antiquité en Inde, puis dans de nombreux pays d'Asie, pour des fêtes et cérémonies traditionnelles, à base de bougie dans un sac en papier, variante des lanternes célestes.

## Histoire
Ces spectacles nocturnes de lanternes flottantes sont originaires de l'Antiquité en Inde, confectionnées traditionnellement à base de bougie et de sac en papier ou de feuilles tressées de lotus, ou de bananier... Elles sont lâchées individuellement sur des rivières, ou lacs, ou en mer, avec ou sans offrandes, pour des fêtes et cérémonies traditionnelles ou religieuses, à titre entre autres de porte-bonheur, ou porte-chance, ou pour exaucer des souhaits, ou à titre de commémoration, ou selon les religions et croyances hindouiste ou bouddhiste, de prière, ou de guide spirituel des âmes des disparus vers le monde des esprits... 

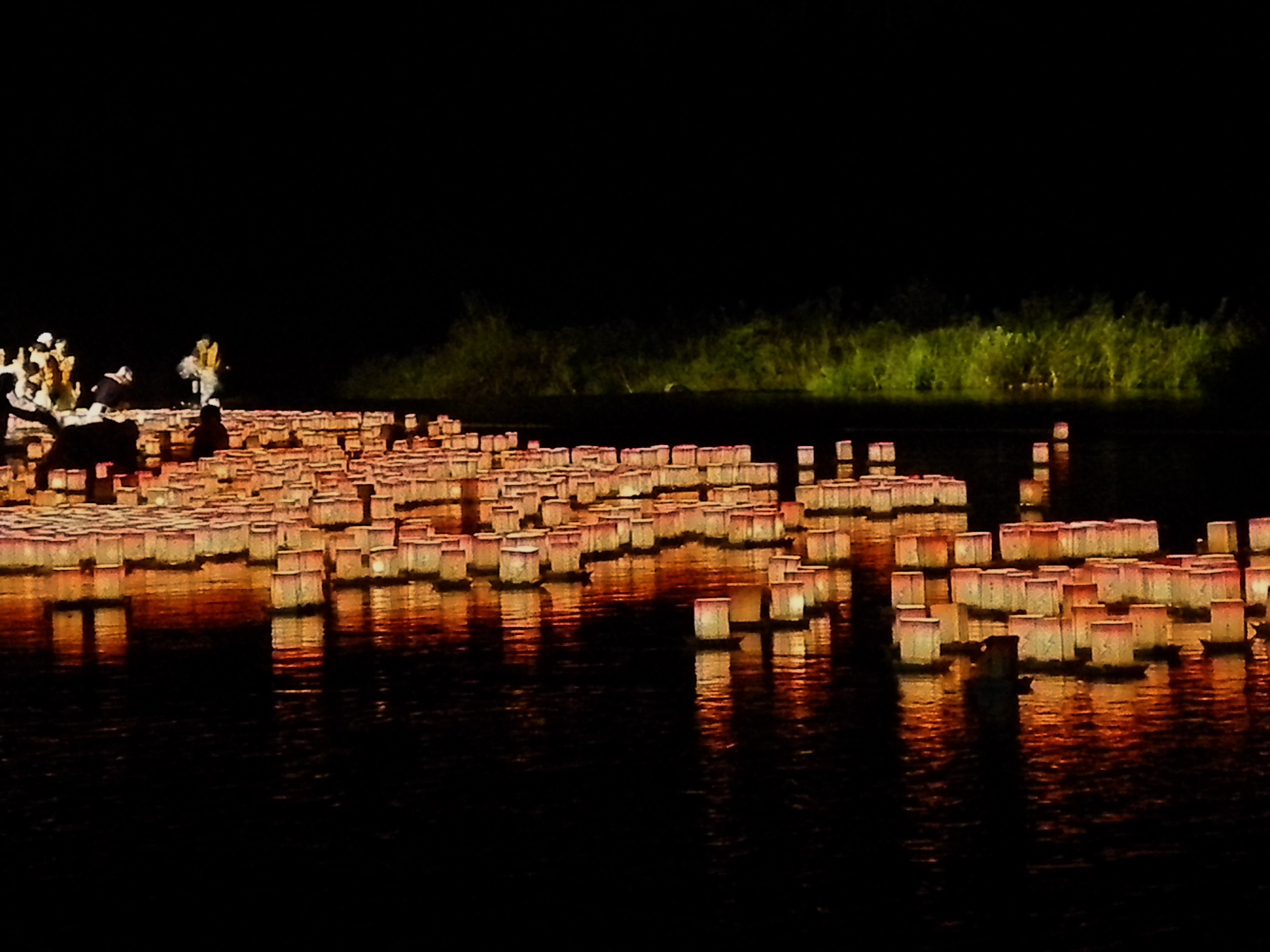
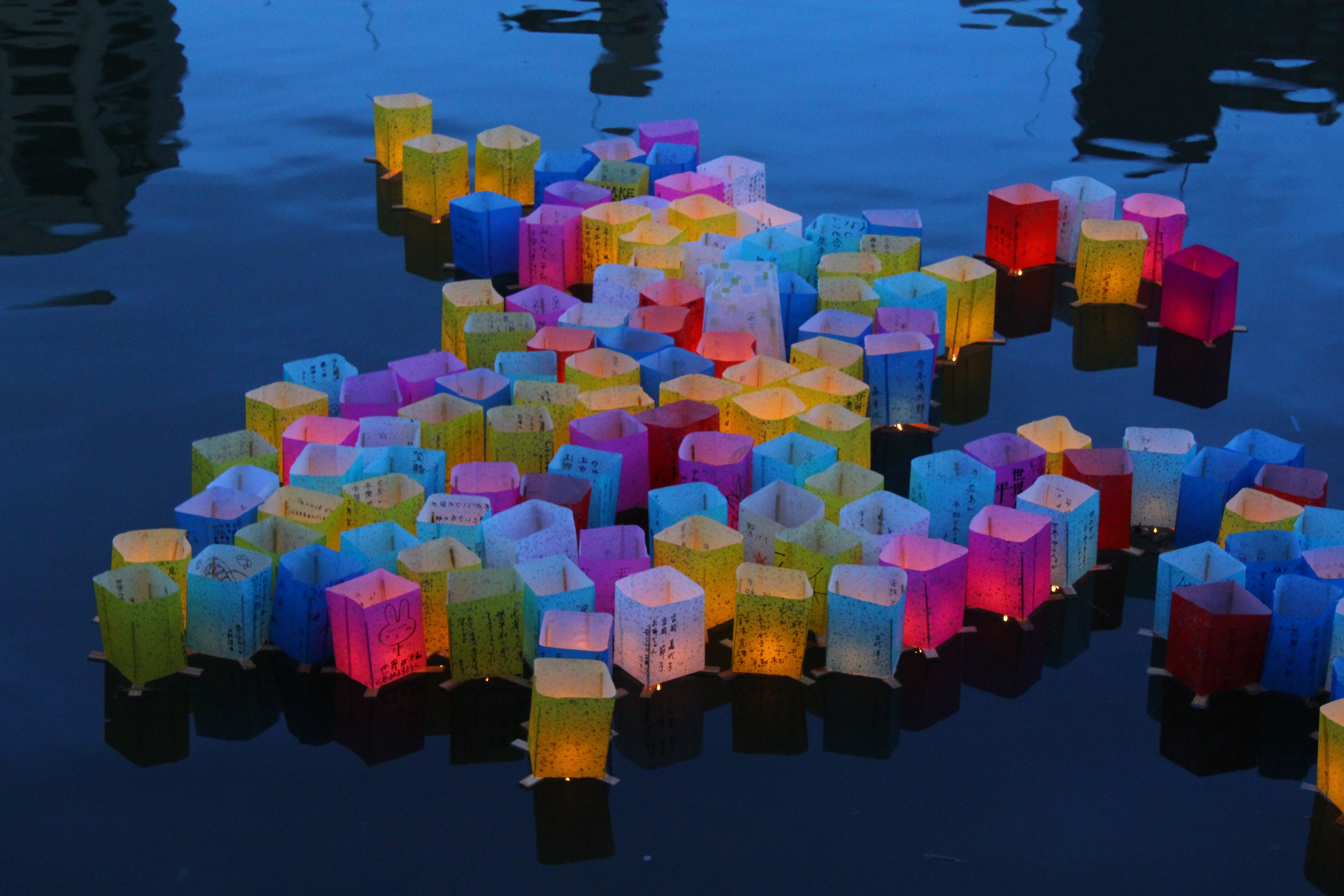
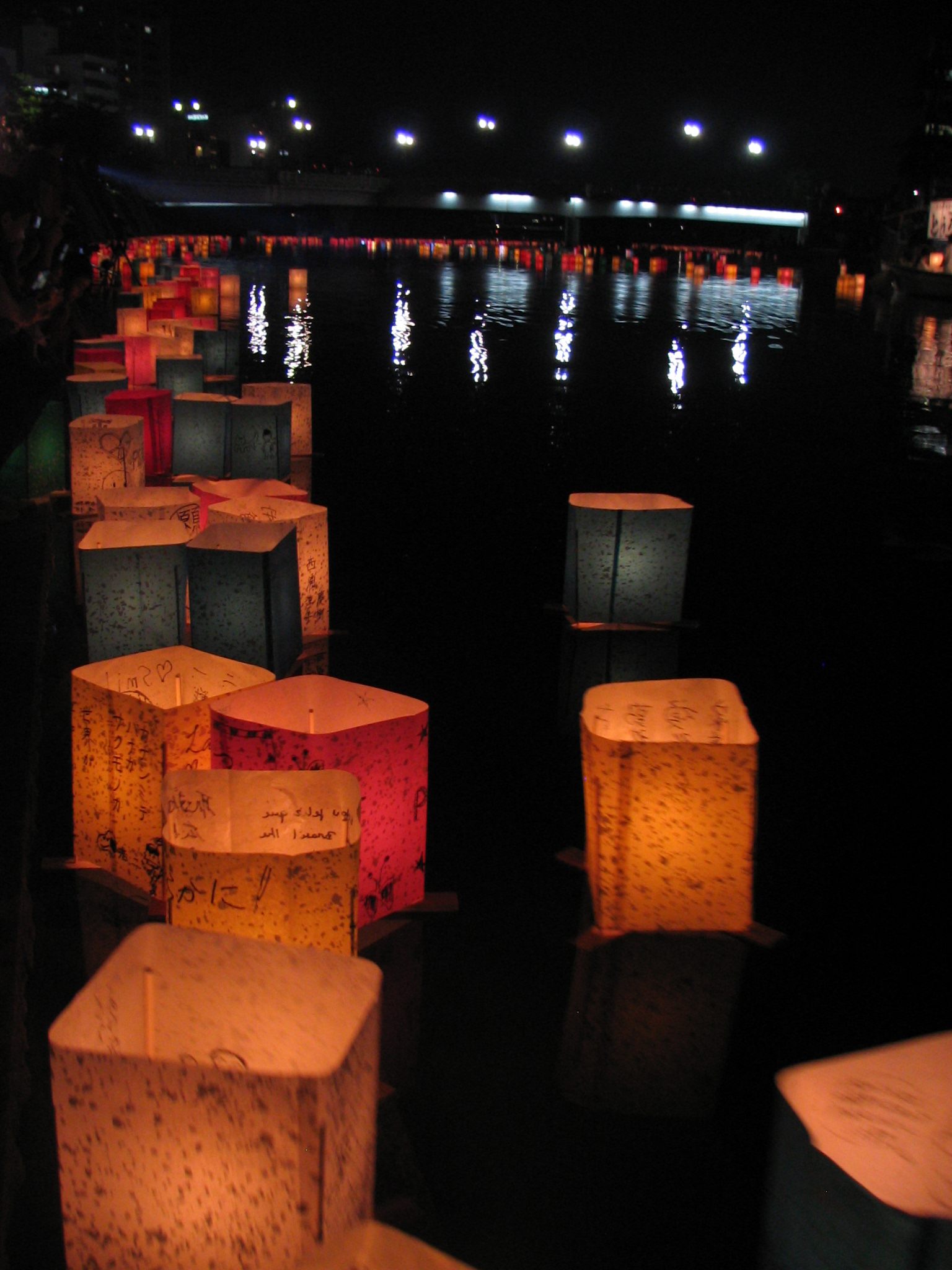
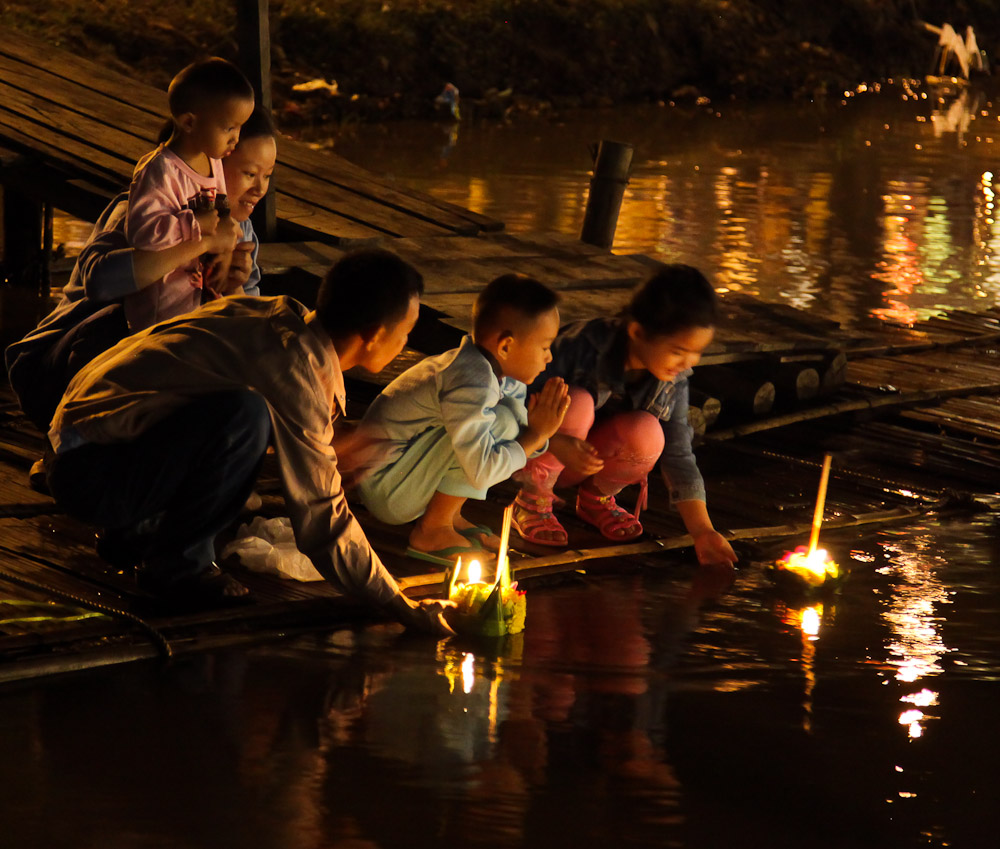
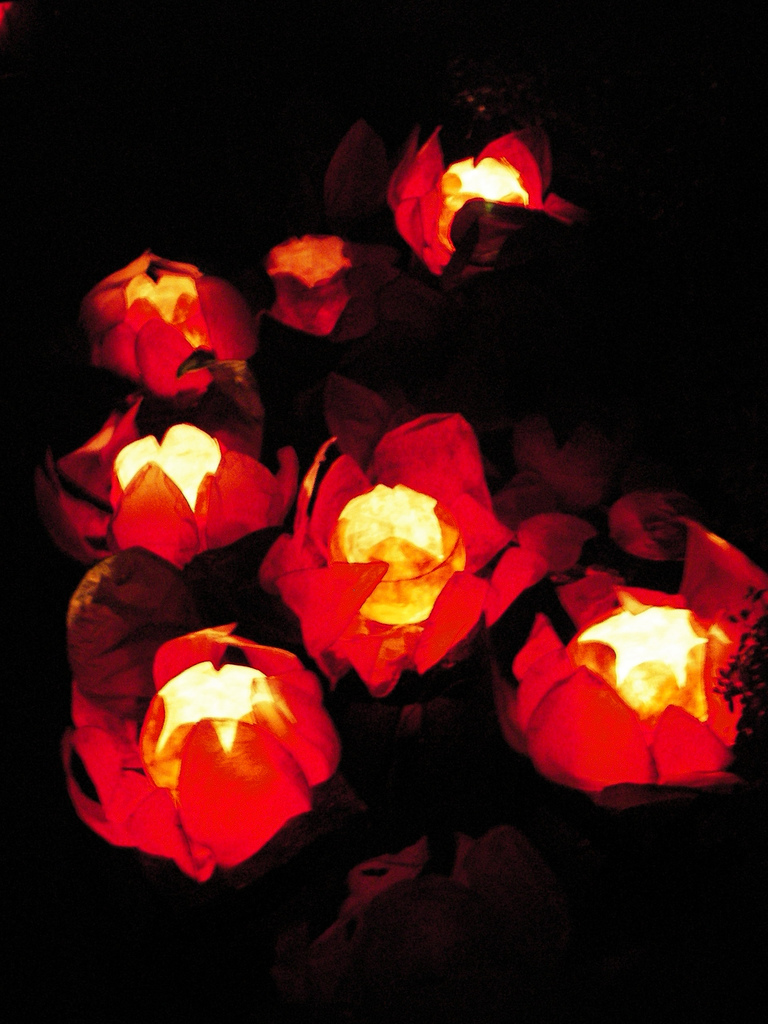
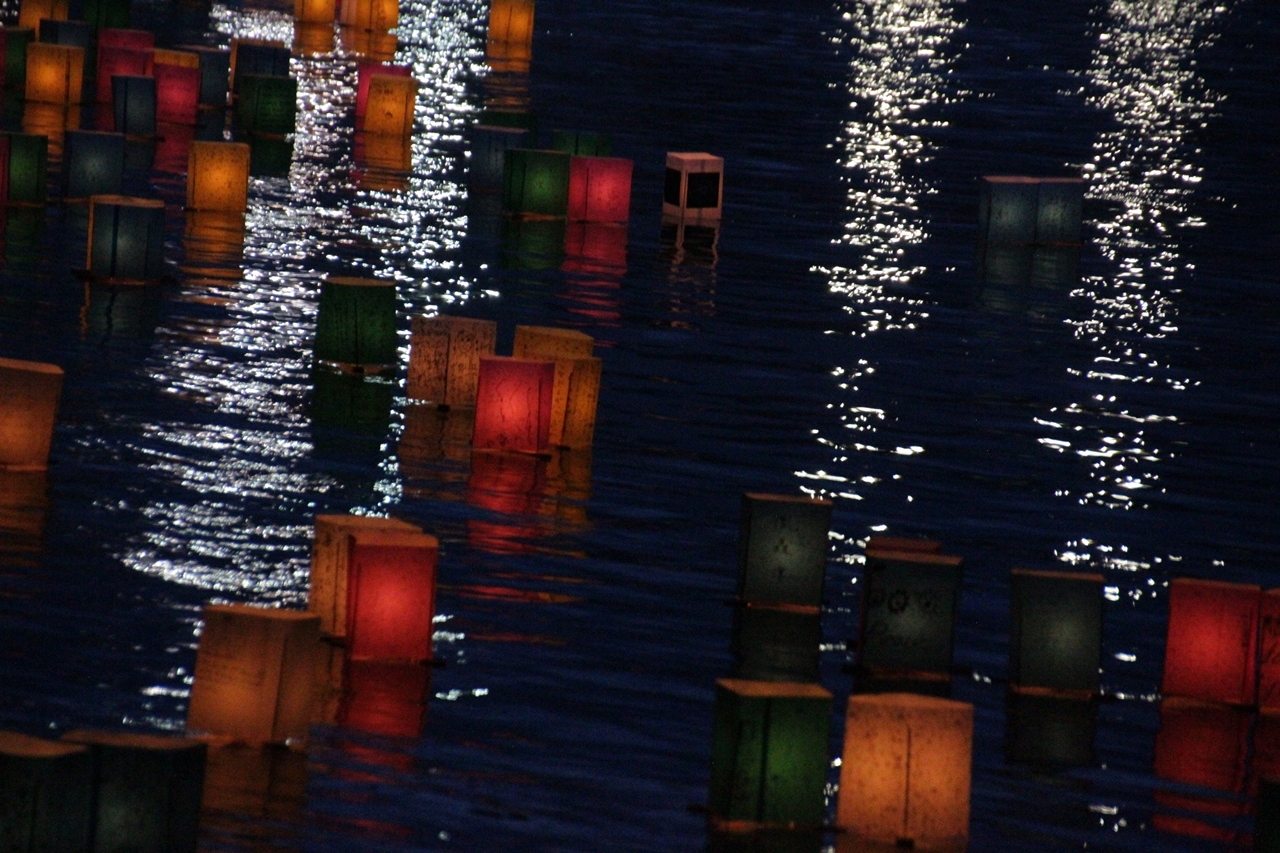
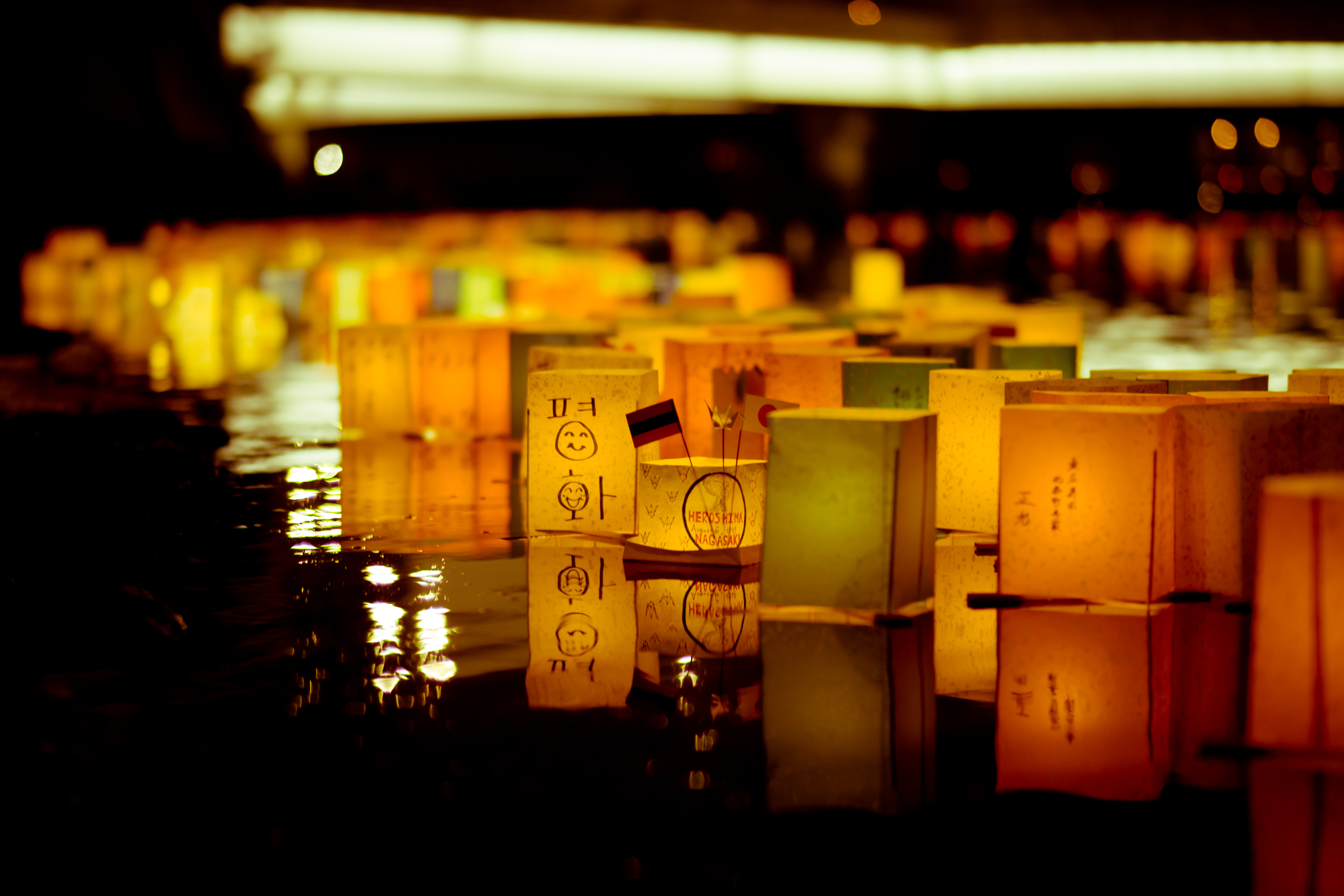
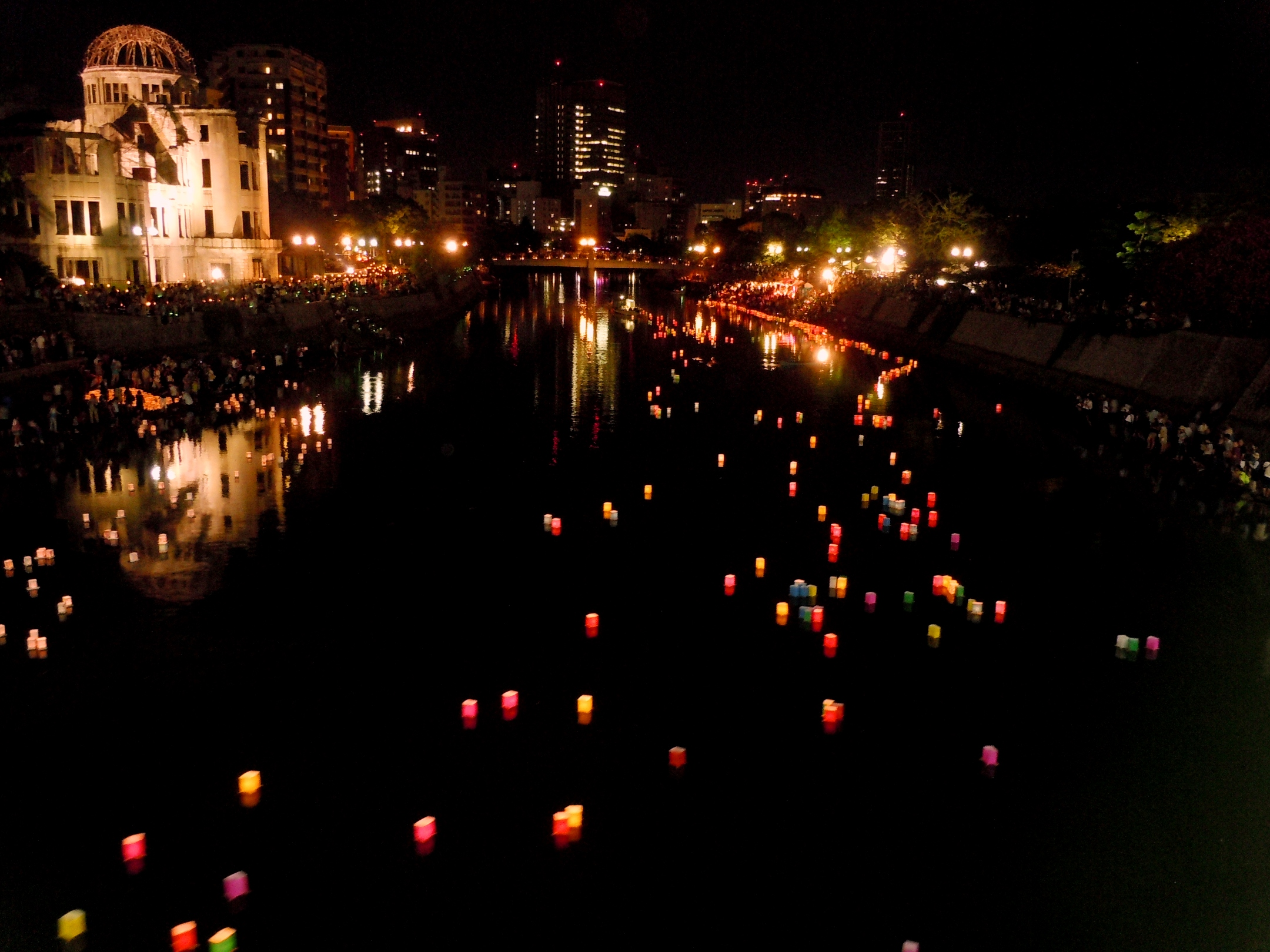
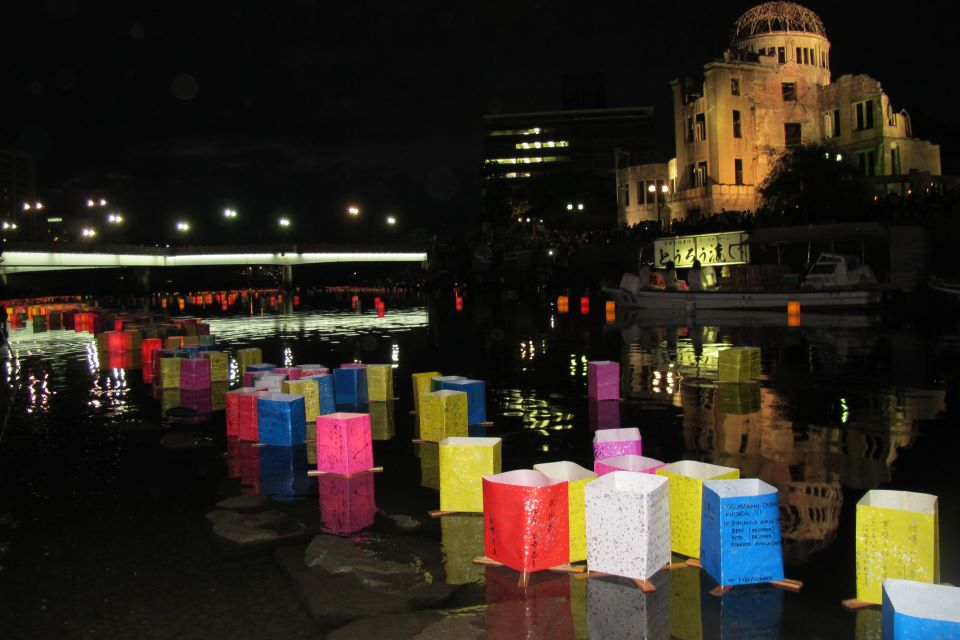
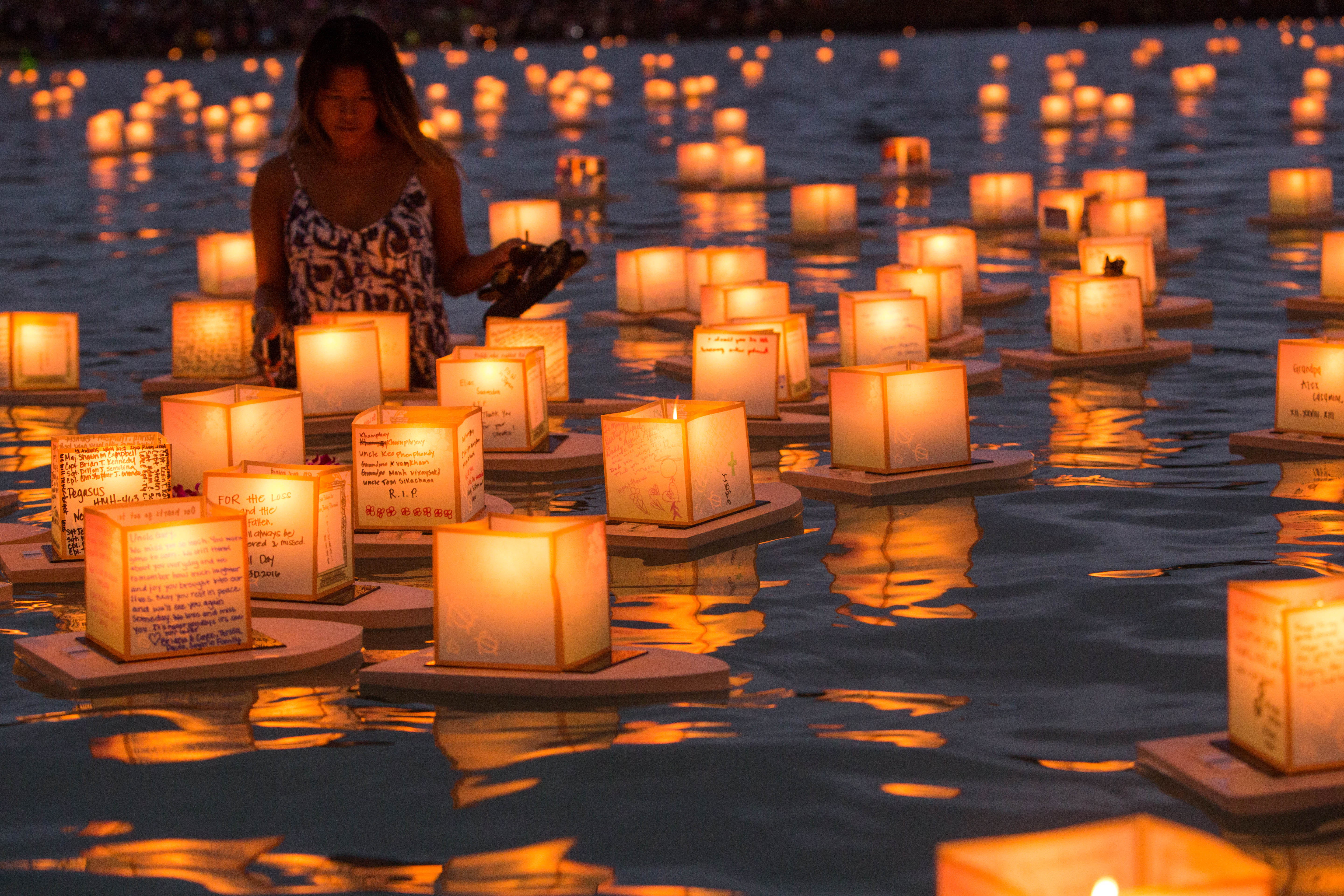
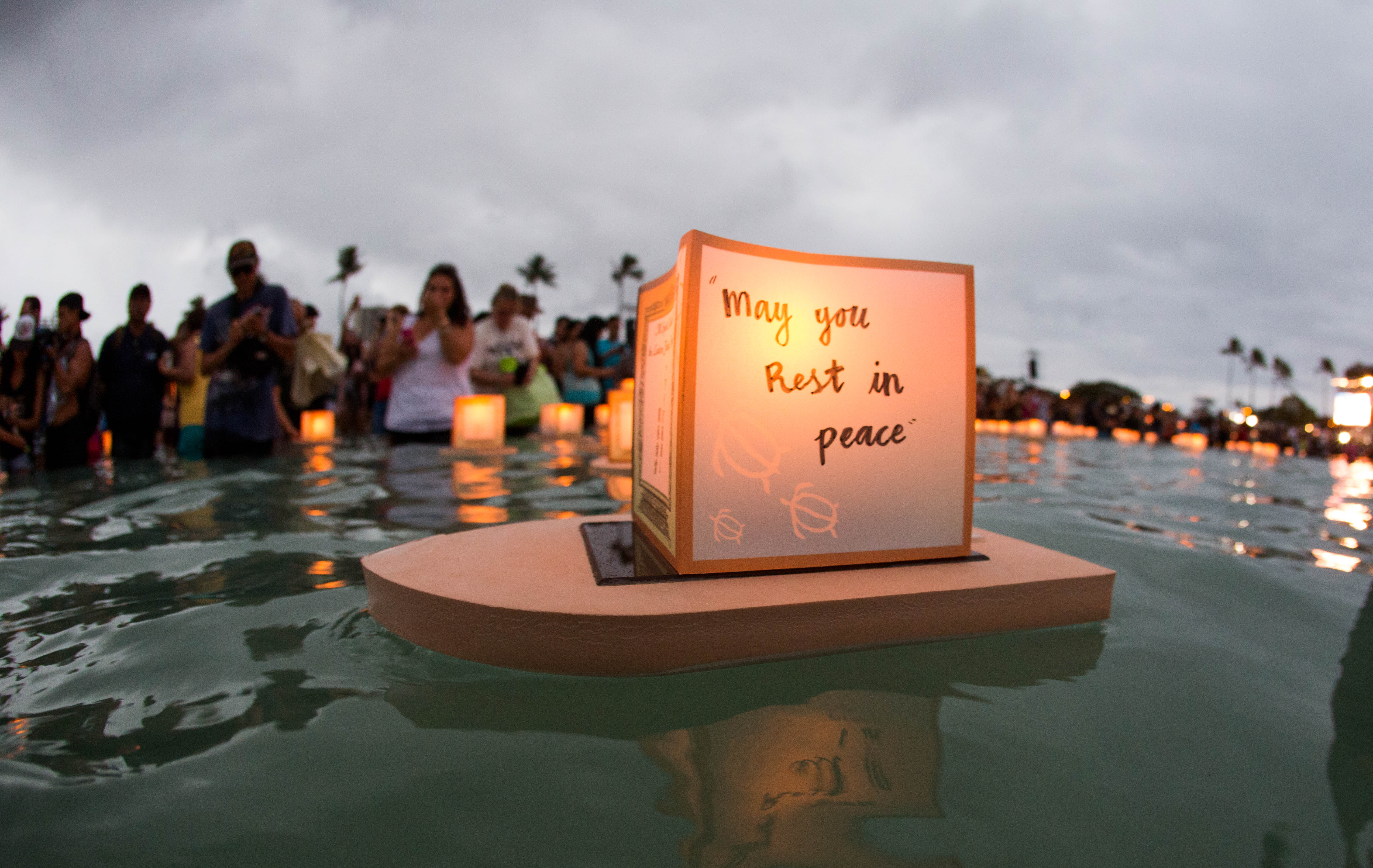
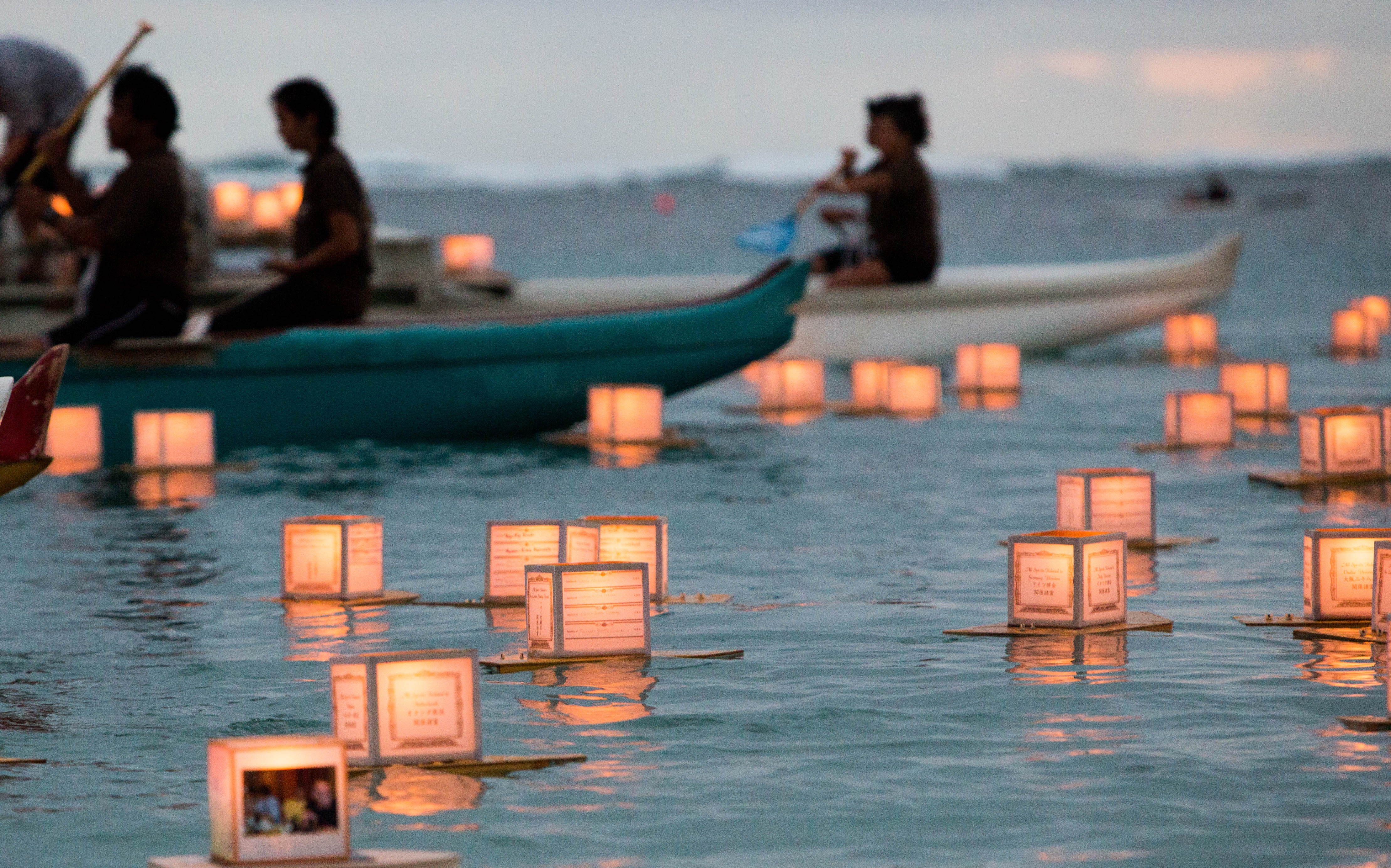
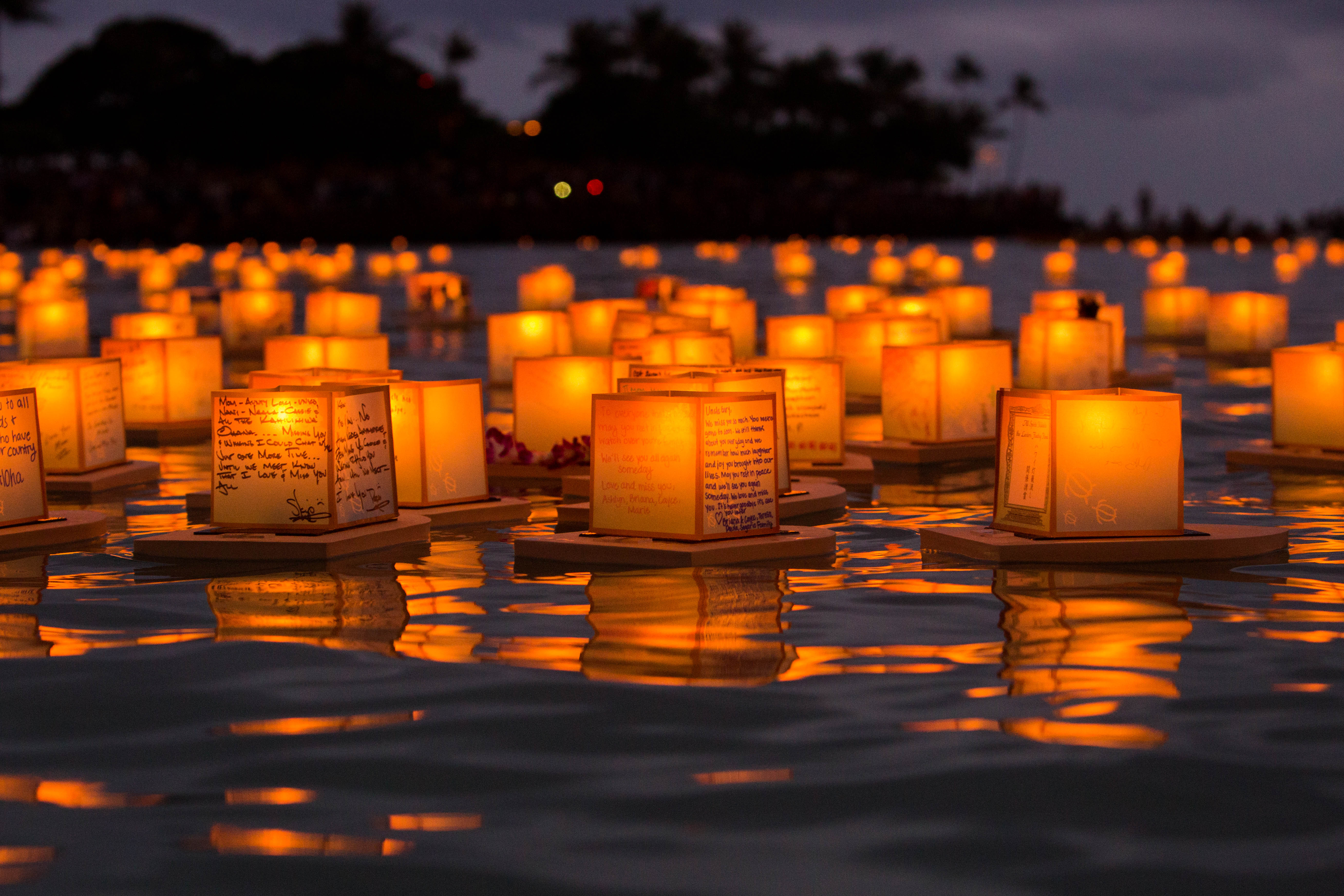

Selon les croyances, une lanterne en forme de bateau peut sauver l'esprit des noyés.

## Quelques fêtes traditionnelles
- Inde : Divali, Purnimas (en), Aadi Perukku...

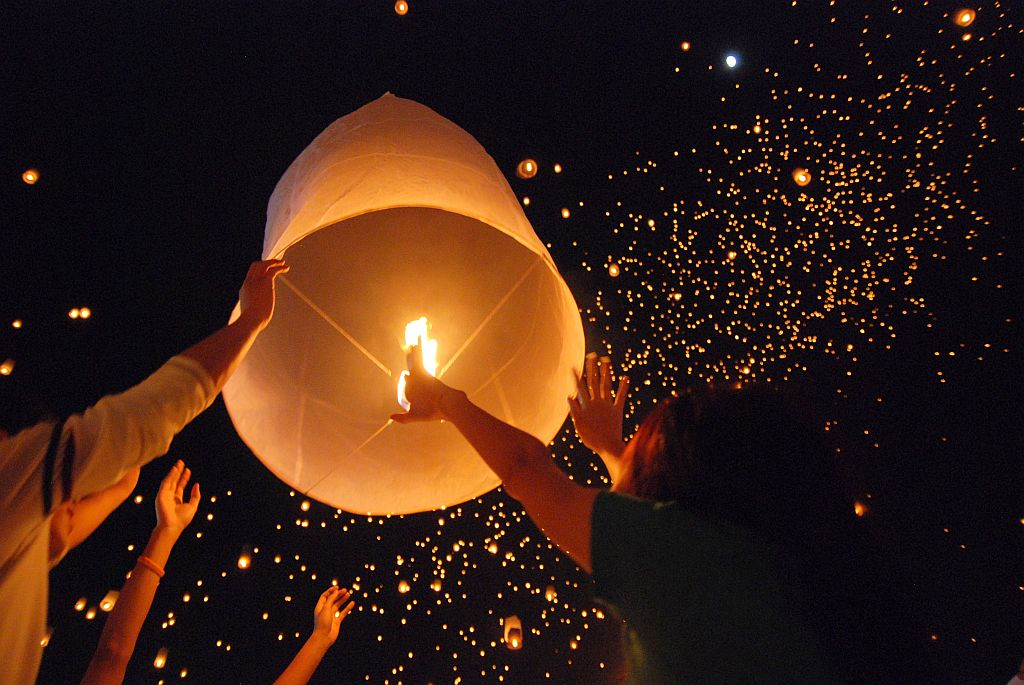
Lanternes célestes (variante)

- Chine : fête des lanternes du Nouvel An chinois, fête de la mi-automne, fête des fantômes
- Thaïlande : Loi Krathong
- Cambodge : Om Touk
- Japon : O bon, Tōrō nagashi...
- Hawaï : Cérémonie flottante de la lanterne d'Hawaï[2]